# Neoplan
Neoplan Bus GmbH è un'azienda tedesca, fondata nel 1935 e con sede a Stoccarda, controllata dalla MAN, a sua volta controllata dalla Volkswagen Aktiengesellschaft, che realizza prevalentemente autobus, pullman e filobus.

## Storia

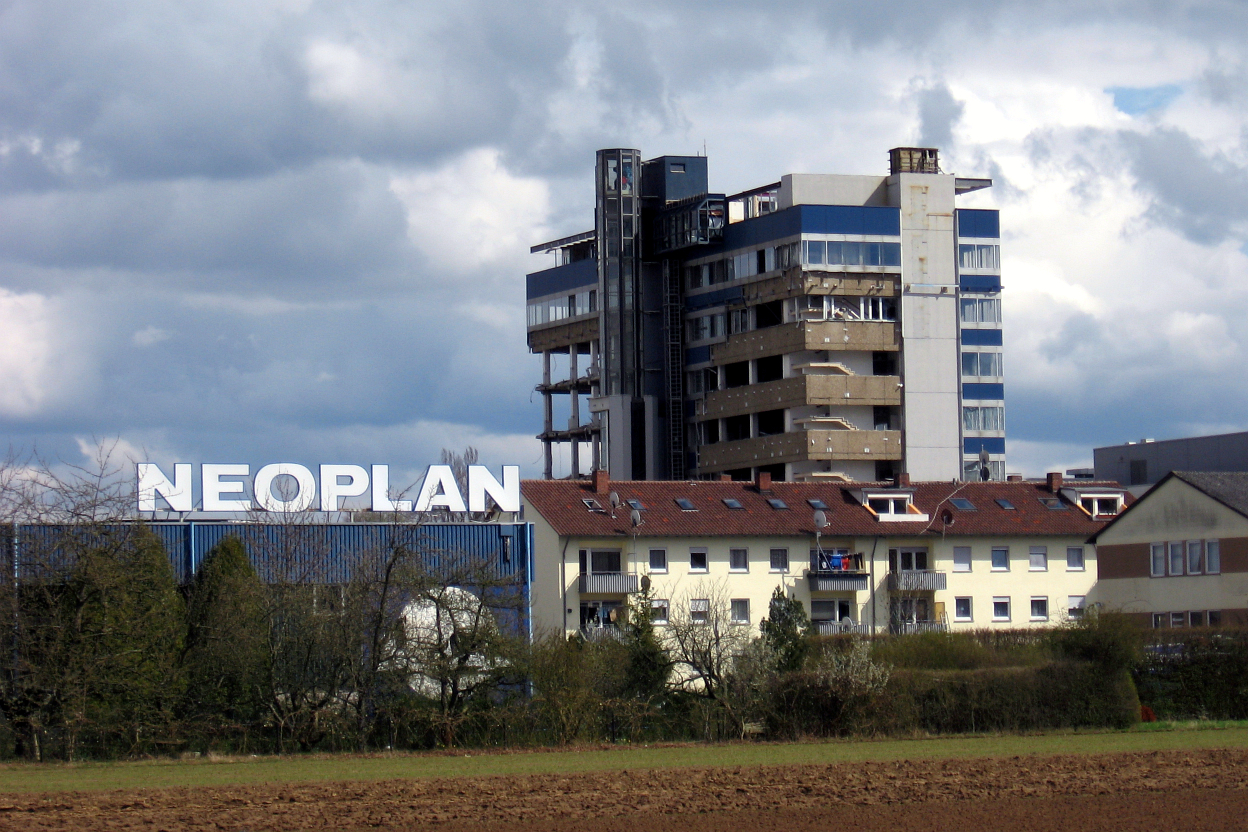
Lo stabilimento dove nel 1935 fu fondata l'azienda

La società fu fondata da Gottlob Auwärter il 1º luglio 1935, con l'apertura di un'officina nel distretto di Möhringen di Stoccarda, e cominciò realizzando carrozzerie per autobus e rimorchi per camion.
Dal dopoguerra in poi l'azienda iniziò gradualmente ad avvicinarsi alla costruzione integrale degli autobus. Nel 1961 presso il salone dell'automobile di Ginevra l'azienda presentò il suo primo modello integrale: l'Hamburg. Tre anni dopo Konrad Auwärter, figlio del fondatore, sviluppò uno dei modelli di maggior successo dell'azienda: lo Skyliner, un bipiano gran turismo la cui produzione iniziò nel 1967.

## Produzione

### Autobus

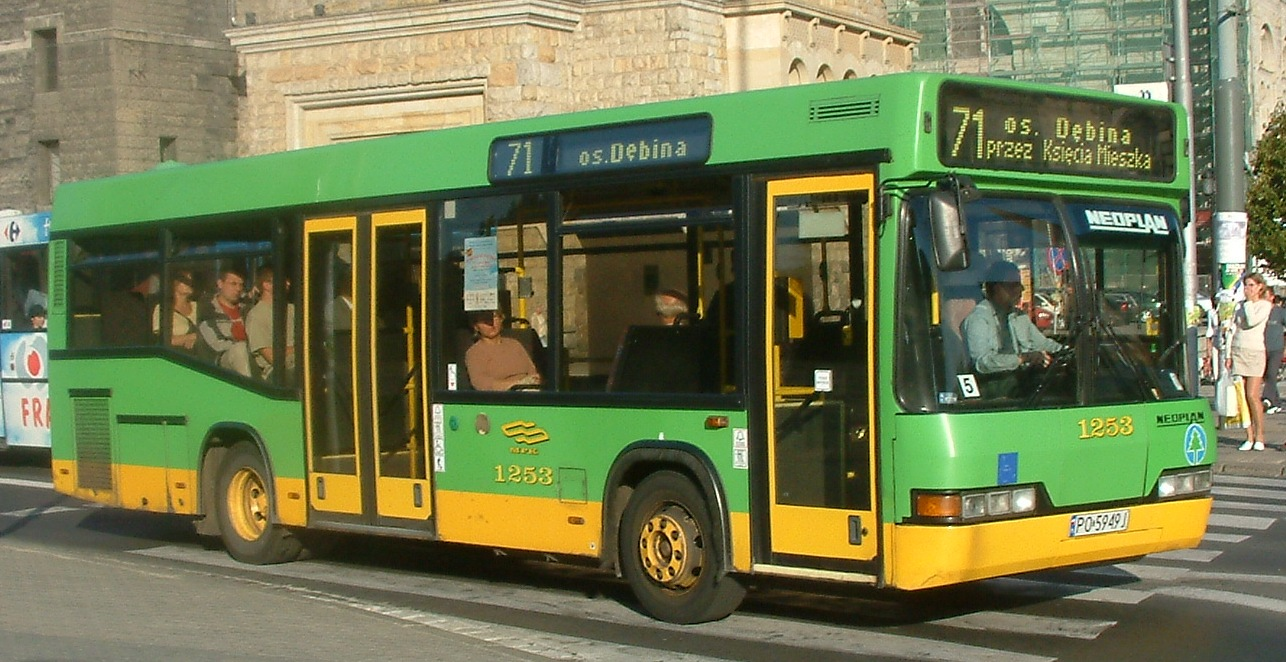
Poznań (Polonia): autobus Neoplan N4009 n. 1253 sulla linea 71

- Airliner (dal 1999)
- Apron (dal ?)
- Cityliner (dal 1971)

### Filobus
- Electroliner (dal 1999)

### Gran Turismo
- Jetliner (1973-1999; dal 2012)
- Tourliner (dal 2003)
- Trendliner (dal 2002)
- Skyliner (dal 1967)

## Vecchi modelli
- Miskolc (Ungheria): autosnodato Centroliner Evolution sulla linea 4Centroliner (1997-2009)

- Euroliner (1998-2006)
- Hamburg (1961-?)
- Jumbocruiser (1975-1992)
- Megaliner (1983-2000)
- N4016 (1988-1999)
- Spaceliner (1979-2006)
- Starliner (1996-2015)

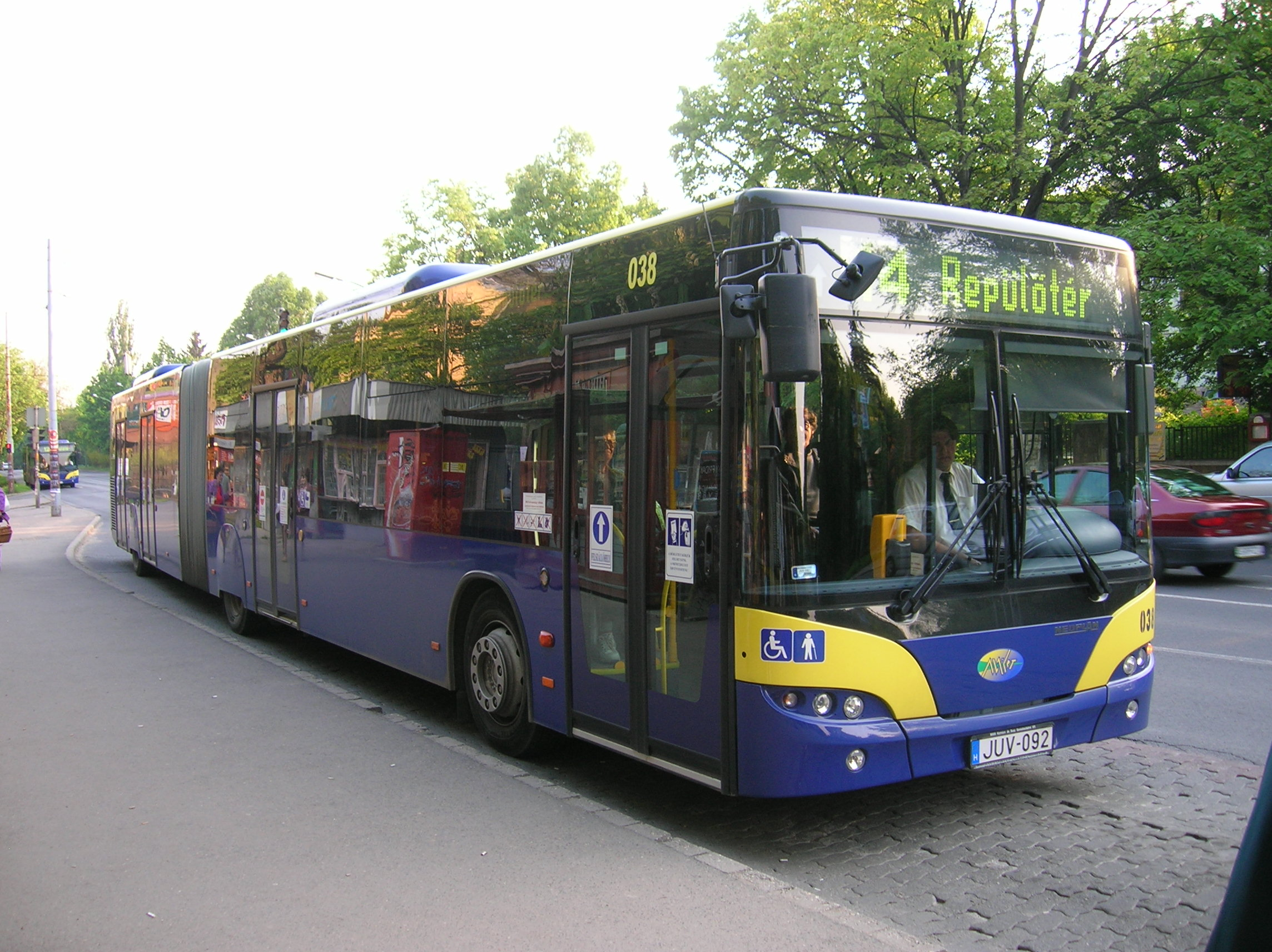
Miskolc (Ungheria): autosnodato Centroliner Evolution sulla linea 4

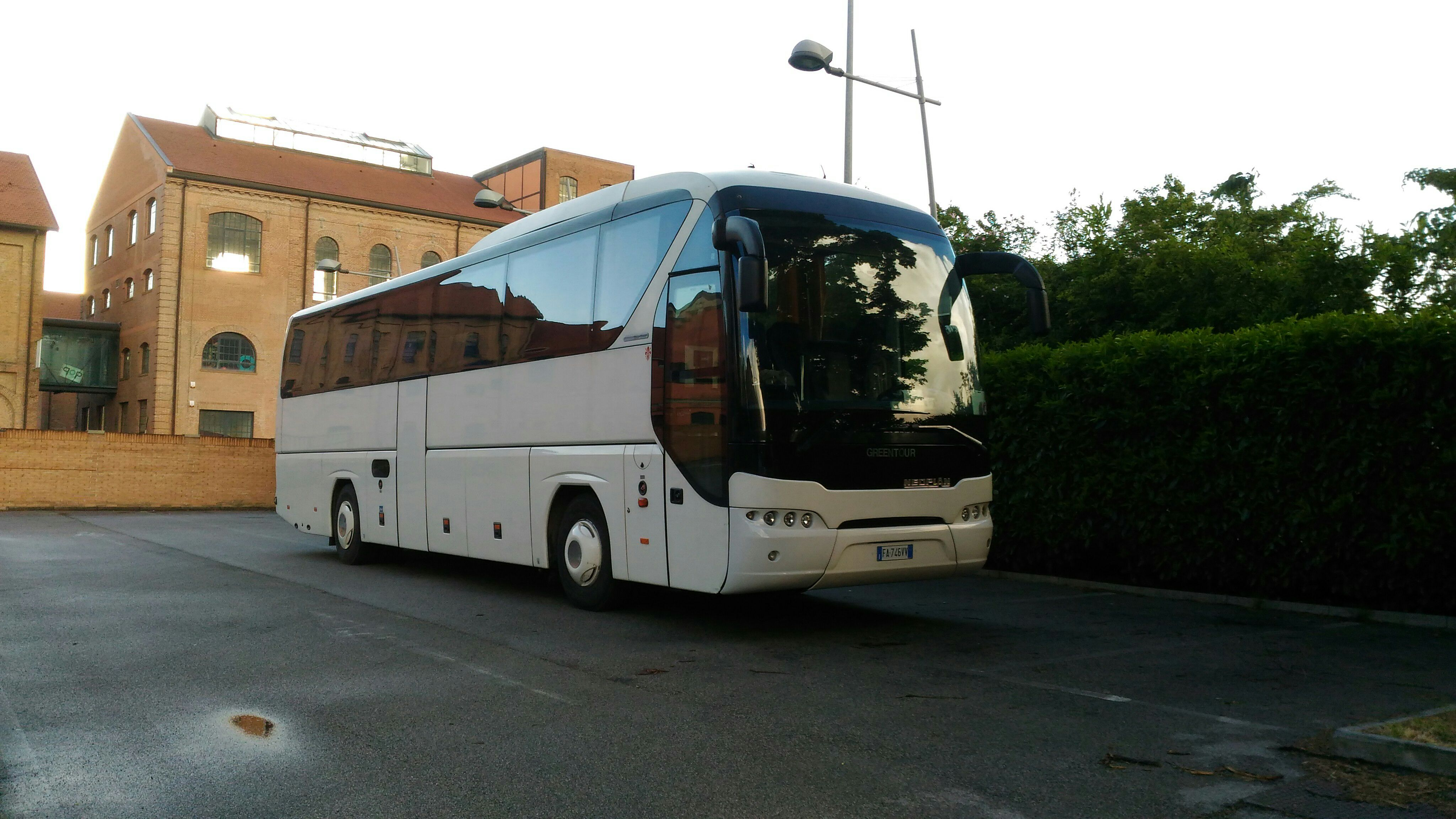
Neoplan Trendliner D20 Common Rail a Rovigo

- Transliner (anni novanta del Novecento)